# Божић Бата
Божић Бата је измишљени лик из српске традиције који деци доноси поклоне у ноћи између Бадње вечери и Божића. Стицајем историјских околности овај лик је у претходним деценијама био потиснут, опстајући у тек понеким причама на бази усмених предања, тако да су многе појединости нестале, а прича о њему има више верзија. У српској култури се као дародавац вероватно појавио у периоду између два светска рата и оригинални је лик. После Другог светског рата замењен је руско-совјетским еквивалентом, Деда Мразом (рус. Дедушка Мороз, Дед Мороз). Врло брзо и њега је заменила глобална верзија Санте (енгл. Santa Claus), а од руске верзије остало је само име. Распадом Југославије оживели су многи обичаји, па се тако и Божић Бата вратио као дародавац током божићних празника.

## Етимологија
| Уочи Божића (Вук Караџић, песма бр. 194)                                           |
| Божић, Божић бата на обоја врата: носи киту злата да позлати врата и обоја побоја. |
| Уочи Божића (Речник САНУ)                                                          |
| Божић штапом бата, Носи сува злата Од врата до врата.                              |

У српском језику, према великом шестотомном Речнику Матице српске, бата (или бато) је:
1. назив од мила за брата, девера, мушко дете, ређе за оца
2. (само у петом падежу, вокативу) – као узречица (често са заменицом „мој“) друг, пријатељ
3. одважан, храбар човек, делија, ђида

Међутим, ниједно од ових значења не може се везати за Божић Бату. Постоје мишљења да је име Божић Бата настало на јединствен и веома занимљив начин. Професор Новосадског универзитета и историчар књижевности Божидар Ковачек претпоставља, сасвим основано, да је „Бата” у имену Божић Бате постало од глагола „бaтати” (са значењем: „лупати“, „ударати“). Наиме, у збирци Српске народне пјесме Вук Стефановић Караџић забележио је, поред многих других, и три божићне песме у којима се лик дародавца зове само Божић. У једној од њих, са насловом Уочи Божића, јавља се глагол бáтати („Божић бата”). У Речнику Српске академије наука и уметности забележене су две варијанте те песме. У обе песме глагол се користи у контексту који упућује на значење „ударати“, „лупати“ и слично: Божић штапом бaта (односно удара, лупа, куца) на обоја врата.
Глагол бáтати временом је нестао из савременог српског језика и његово значење је постало нејасно. Ипак се може предпоставити да су, по простонародној етимологији, људи почели повезивати облик „бâта” (од бáтати) са именицом „бáта”, па је тако од Божић бâта („куца”, „удара”) настало Божић Бáта (име).
Постоје недоумице и око тога како се пише име овог измишљеног лика: Божић Бата или Божић бата. Правилно се пише Божић Бата — измишљена имена из уметничких дела (књижевност, филм, стрип...), када су властита (примери: Црвенкапа, Деда Мраз, Мики Маус, Пипи Дуга Чарапа и слична), пишу се великим почетним словом. Иван Клајн у Речнику језичких недоумица наводи и облик с цртицом (Божић-Бата), која није обавезна.

## Лик Божић Бате
С обзиром да је као лик Божић Бата у једном тренутку био готово заборављен, многе појединости су нестале и прича о њему има више верзија. У старим предањима Божић Бата је старац огрнут у гуњ и са шубаром на глави. Тешко је наћи јединствену слику или детаљнији опис, али се може претпоставити је да је био обучен по народној традицији. етнолошкиња Весна Марјановић у својој књизи Маске, маскирање и ритуали у Србији објашњава да је лик Божић Бате (као и његовог наследника Деда Мраза у почетку) био усклађен са културним подручјем и схватањима, па је испрва изгледао као његови претходници, посебно као лик који је поводом Никољдана поклањао деци слаткише. Костим се састојао од опаклије — великог огртача од коже и вуне, звона и прапораца који су висили око врата и струка, док је на глави имао шубару. Лице се гаравило или руменило, уз неизоставну браду од кучине или вате. Носио је торбу са слаткишима и штап којим је махао док је улазио у кућу.

## Историја
| Божић, Божић, бата! (Јован Јовановић Змај) |
| ... Данашња је ноћца Од сухога злата Божић, Божић, бата! ... Данаске је свету Нова светлост дата Божић, Божић, бата! ... Отварајте врата Божић, Божић, бата! |

Податак о томе када се Божић Бата појавио у српској традицији није познат. У божићним лирским песмама које је сакупио Вук Караџић помиње се само Божић, као лик који доноси благостање. У Српском рјечнику, под одредницом „Божић”, Вук описује бројне обичаје у српском народу али нигде не помиње ни један измишљени лик који би се везао за овај празник, па тако ни Божић Бату. Не помиње га ни Змај у својим песмама за децу. И код њега Божић бата (удара) на врата. Врло је вероватна претпоставка Милана Шипке у књизи Зашто се каже? да је лик Божић Бате настао тако што су људи, по простонародној етимологији, почели мењати облик „Божић бâта” (Божић лупа, удара...) у облик Божић Бáта (лик).
Пре Другог светског рата српској деци су, током зимских празника, традиционално поклоне доносили Свети Никола за Никољдан и Божић Бата за Божић. Eтнолошкиња Весна Марјановић у својој књизи Маске, маскирање и ритуали у Србији износи мишљење да се Божић Бата у српској култури као дародавац појавио тек у периоду између два светска рата и да је носио исту одору као Свети Никола. О Светом Николи доста се зна, али се старо веровање и његова улога у усрећивању најмлађих скоро и заборавила. Ретко ко се данас, на помен овог свеца, сети дечјих поклона, док је Божић Бату готово у потпуности заменио Деда Мраз.
Весна Марјановић даље објашњава појаву Божић Бате (а касније и Деда Мраза) у српској култури. Она пише да у традиционалној култури на подручју Србије у прошлости није постојао само један маскирани лик - дародавац, већ је то била поворка коледара. Коледари, односно честитари, су углавном била маскирана деца која су у коледарској поворци, од Божића до Богојављања, долазила да честитају празник, певају божићне песме и добијају дарове. То су били слаткиши и воће, а касније и новац. Овај обичај се до данас очувао у Војводини, где се честитари називају коринђаши.
Прерушени мушкарац Никола појављивао се у поворкама уочи или на дан Светог Николе, 6. децембра по јулијанском календару, односно 19. децембра по грегоријанском, обилазио насеља и даривао децу. Марјановић сматра се да су ови обичаји на просторе данашње Војводине, тада јужне Угарске, дошли миграцијом немачког протестантског становнишва у 18. веку. Немачки протестантизам који се развијао у средњој и западној Европи у 17. веку, померио је прослављање Божића из колективних светковина по улицама у оквире породичног простора и дао му значење породичног празника. Верује се да одатле потиче међусобно даривање, као и даривање деце које дарује особа маскирана у лик Божић Бате. Како су се промене догађале у свим сферама живота, тако је српско становништво преузело и маскирани лик Николе или Божић Бате и прилагодило га својим схватањима замишљеног лика дародавца, па вероватно и Божић Бата вуче корене из протестантизма, а многи га, посебно црква, сматрају наследником Светог Николе.
После Другог светског рата, са ширењем комунистичке идеје о штетности религије, у Југославији су Божић Бата и Свети Никола постали непожељни. Заменила их је комунистичко-социјалистичка фигура која је наметнута у свим земљама под Совјетским утицајем — Деда Мраз (Дед Мороз), који више није долазио за Божић (као у већини западних земаља), већ за Нову годину. Овај лик заснива се на митском старословенском паганском лику који се звало Старац Мраз и био је демон зиме. После разлаза са Совјетским Савезом 1948. године овај лик старог словенског божанства, под утицајем Запада, постепено еволуира у глобализовани лик Санта Клоза, али му остаје име Деда Мраз. Деведесетих година, после буђења национализма и распада Југославије, некадашњи југословенски народи се враћају старим обичајима, па тако оживљавају и ликови какви су Божић Бата код Срба или Дјед Божићњак код Хрвата), али се задржава и глобализована западњачка верзија. Тако сада у Србији деца добијају поклоне за Нову годину од Деда Мраза (1. јануара), а многа и од Божић Бате за Божић (7. јануара).